# Confettura
La confettura (dal francese confiture) è la mescolanza, portata a un'appropriata consistenza gelificata, di zuccheri, polpa di una o più specie di frutta e acqua. È un particolare tipo di conserva alimentare.
Il frutto, a norma di legge, deve essere fresco, integro e sano, al giusto punto di maturazione, ben pulito e spuntato; sono equiparate al frutto le radici dello zenzero, il pomodoro, il rabarbaro (limitatamente alle parti commestibili dei fusti), le carote, le patate dolci, i cetrioli, le zucche, i meloni e i cocomeri.

## Confettura secondo la legge vigente
La legge in vigore dal 1982 ed emendata nel 1992 stabilisce una definizione precisa per quattro prodotti distinti: confettura (extra e non), gelatina (extra e non), marmellata, crema di marroni. Nel 2004 dalla marmellata è stata distinta la marmellata gelatina. Secondo la legge vigente, la confettura e la confettura extra possono essere fatte a partire da agrumi, mentre la marmellata deve essere fatta a partire da agrumi (con l'aggiunta di estratti acquosi, succo e scorze).
Oltre a zuccheri, acqua e polpa di frutta, la confettura può contenere purea di frutta; per gli agrumi può essere ottenuta dal frutto intero, tagliato o affettato; la quantità di polpa o purea usata per la fabbricazione di 1 kg di prodotto non può essere inferiore a 350 g (250 g per ribes rosso, ribes nero, sorbe, olivello spinoso, cinorrodi e mele cotogne; 150 g per lo zenzero; 160 g per il pomo di acagiù; 60 g per la granadiglia).
La confettura extra deve contenere polpa non concentrata di frutta; in alcuni casi (cinorrodi, confettura extra senza semi di lamponi, more, ribes nero, mirtilli e ribes rosso) può essere ottenuta, parzialmente o totalmente, anche dalla purea; per gli agrumi può essere ottenuta dal frutto intero, tagliato o affettato; mele, pere, prugne a nocciolo aderente, meloni, cocomeri, uva, zucche, cetrioli e pomodori non possono essere mescolati ad altri; la quantità di polpa usata per la fabbricazione di 1 kg di prodotto non può essere inferiore a 450 g (350 g per ribes rosso, sorbe, olivello spinoso, ribes nero, cinorrodi e mele cotogne; 250 g per lo zenzero; 230 g per il pomo di acagiù; 80 g per la granadiglia).

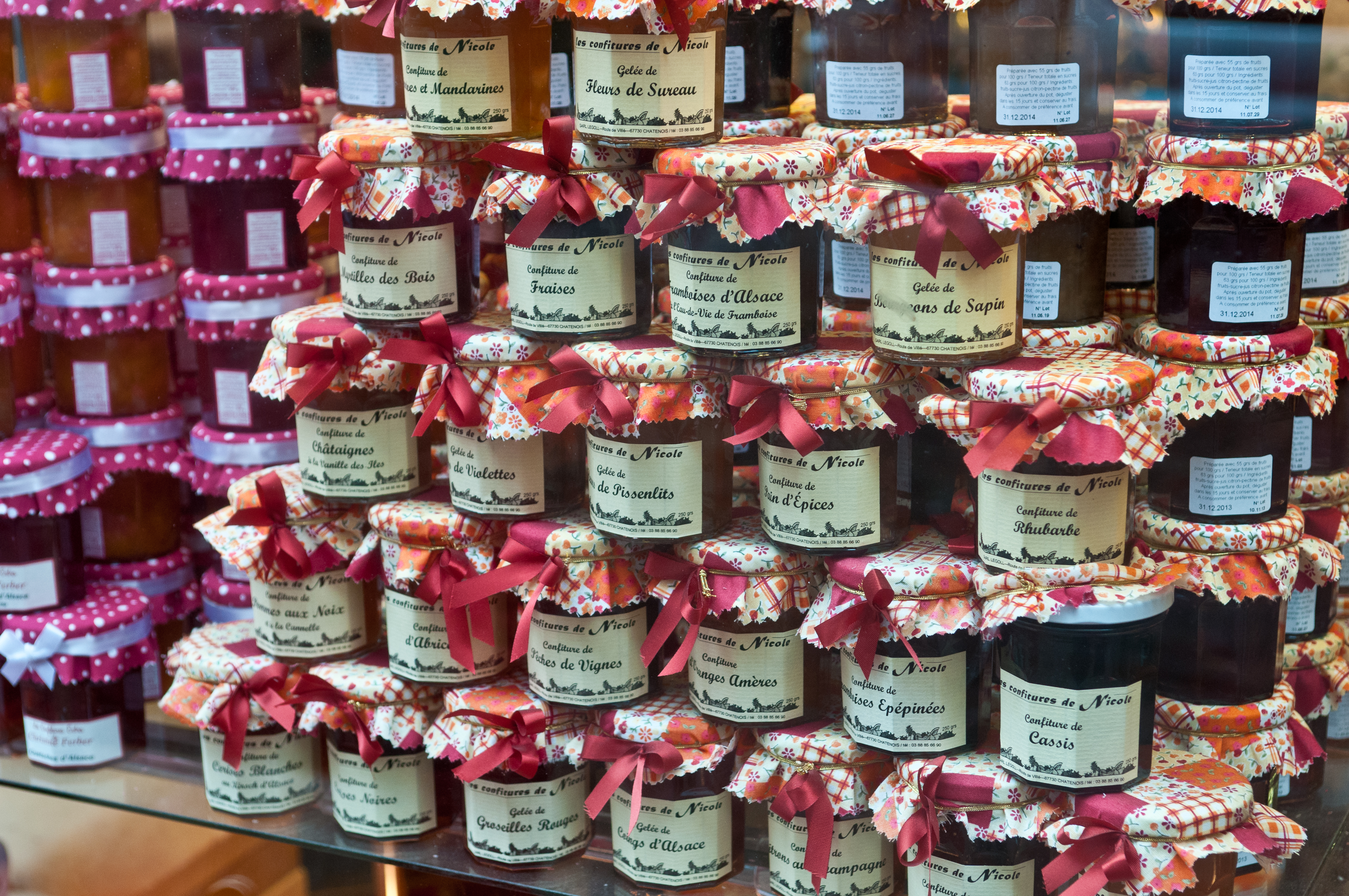
Confetture di vari gusti esposte su uno scaffale di un negozio

Con polpa di frutta s'intende la parte commestibile del frutto, eventualmente schiacciata e setacciata (per i frutti di bosco) ma non ridotta in purea. La purea è la stessa cosa, ma ridotta in poltiglia attraverso procedimenti meccanici.
Sono ammessi miele (in sostituzione dello zucchero), succhi di frutta (non nella confettura extra), succo di agrumi (solo in prodotti ottenuti da altri frutti), succo di piccoli frutti rossi (nella confettura e nella confettura extra di cinorrodi, fragole, lamponi, uva spina, ribes rosso, prugne e  rabarbaro), succo di barbabietole rosse (solo nella confettura prodotta con fragole, lamponi, uva spina, ribes rosso e prugne), oli e grassi commestibili, pectina liquida, scorze di agrumi, foglie di malvarosa, sostanze alcoliche, vino, vino liquoroso, noci, nocciole, mandorle, vaniglia, vanillina, erbe aromatiche, spezie.

## Italiano corrente
Nella lingua italiana corrente i termini "confettura" e "marmellata" sono sinonimi, con la prevalenza dell'ultima. Tuttavia dal 1982, per effetto di una direttiva comunitaria, con la denominazione di "marmellata" possono essere venduti nell'Unione europea solo prodotti ottenuti da agrumi, mentre tutte le preparazioni con frutta differente devono essere chiamate "confettura". 
In origine il termine confettura indicava una preparazione (perlopiù casalinga) un po' diversa dalla marmellata: si otteneva da frutta fatta a pezzi, snocciolata e privata dei semi; questa frutta veniva poi cotta con dello sciroppo; la marmellata in senso proprio era fatta invece con frutti macinati o setacciati e quindi bolliti. Altrove la confettura viene definita come un particolare tipo di marmellata di frutta fatta a pezzi, sterilizzata e cotta. Dalle altre parti ancora la marmellata è definita come preparazione nella quale la frutta è cotta per un tempo prolungato con lo zucchero fino a spappolarsi completamente e successivamente setacciata; la confettura è una preparazione di frutta e zucchero nella quale la frutta rimane più integra perché la cottura è meno prolungata.